# Gołków-Letnisko
Gołków-Letnisko (dawn. Gołków Nowy) – część miasta Piaseczna (SIMC 0921450), w województwie mazowieckim, w powiecie piaseczyńskim. Leży w południowo-zachodniej części miasta, przy granicy z Gołkowem.
Dawniej samodzielna miejscowość, w latach 1867–1952 w gminie Jazgarzew w powiecie grójeckim. W 1921 roku liczyła 86 mieszkańców. 20 października 1933 utworzono gromadę Gołków Nowy w granicach gminy Jazgarzew, składającą się z samego letniska Gołków.
Podczas II wojny światowej w Generalnym Gubernatorstwie, w dystrykcie warszawskim. W 1943 gromada Gołków Nowy liczyła 163 mieszkańców.
1 lipca 1952 gromadę Gołków-Letnisko wyłączono z gminy Jazgarzew i włączono do Piaseczna w nowo utworzonym powiecie piaseczyńskim.